# Triassaraneus andersonorum
Genre
Espèce
Triassaraneus andersonorum, unique représentant du genre Triassaraneus, est une espèce fossile d'araignées aranéomorphes.

## Distribution
Cette espèce a été découverte au KwaZulu-Natal en Afrique du Sud. Elle date du Trias.

## Étymologie
Cette espèce est nommée en l'honneur de John et Heidi M. Anderson.

## Publication originale
- Wunderlich, 2015 : Fossil araneomorph spiders from the Triassic of South Africa and Virginia. Journal of Arachnology, vol. 27, p. 401–414 (texte intégral).